# Даниеле да Вольтерра
Дание́ле да Вольте́рра, настоящее имя Дание́ле Риччьяре́лли (итал. Daniele da Volterra, Daniele Ricciarelli; 1509, Вольтерра, Тоскана — 4 апреля 1566, Рим) — итальянский живописец и скульптор, значительную часть жизни работавший в Риме. Видный представитель искусства итальянского Возрождения, его позднего этапа, переходного к маньеризму; друг, ученик и подражатель Микеланджело, автор ряда его портретов.

## Биография
Даниэле Риччьярелли родился в Вольтерре (современная Тоскана). Мальчиком учился у сиенских художников Содомы и Бальдассаре Перуцци. Возможно, он в 1535 году сопровождал последнего в Рим. Затем стал учеником Перино дель Вага. С 1538 по 1541 год Даниеле помогал Перино в росписи фресок на вилле кардинала Тривуцио в Салоне.
Позднее работал с Микеланджело в Риме и благодаря его протекции стал его преемником и куратором живописных работ в Ватикане. Микеланджело использовал своё влияние на папу Павла III, чтобы обеспечить Даниеле комиссионные и должность «суперинтенданта» (superintendente) работ, которую он сохранял до смерти папы в 1549 году.
Микеланджело помогал ему своими советами и, вероятно, предоставлял ему свои эскизы, в частности, для «Снятия с креста» в капелле Лукреции делла Ровере римской церкви Сантиссима-Тринита-дей-Монти (1541) и в капелле Pаспятия в церкви Сан-Марчелло-аль-Корсо. Даниеле также получил заказ на роспись фриза в главном салоне Палаццо Массимо-алле-Колонне с изображением сцен из жизни Фабия Максима.
Даниеле да Вольтерра потерял своё положение при папе Юлии III, посвятил себя скульптуре и позднее переехал во Флоренцию, потом опять вернулся в Рим, где по заказу папы Пия IV в 1565 году, после того как Тридентский собор осудил наготу в церковном искусстве, «прикрывал неприглядную наготу» фигур на фреске «Страшный Суд» Микеланджело на алтарной стене Сикстинской капеллы в Ватикане, за что и получил ироническое прозвище «Il Braghettone» («Штанишник»).
Он умер в Риме в 1566 году. Среди его учеников был Джулио Маццони из Пьяченцы. Леонардо Риччарелли был его племянником.

## Творчество
Самая известная картина Даниеле да Вольтерры — «Снятие с креста» в римской церкви Сантиссима-Тринита-дей-Монти (1541) — создана, возможно, по рисункам Микеланджело. Из-за чрезмерных похвал в своё время эту работу упоминали наряду с «Преображением» Рафаэля и «Последним причастием святого Иеронима» Доменикино как одну из самых известных картин в Риме. Ныне её считают характерным произведением маньеризма «в манере Микеланджело». Показательно, что «беспокойная динамика» этой композиции, типичная для итальянского маньеризма, стала предметом восторгов Питера Пауля Рубенса, выдающегося художника фламандского барокко.
Другими известными картинами Даниеле да Вольтерры считаются «Юстиция» во Дворце приоров Вольтерры и «Вифлеемское избиение младенцев» в Уффици, Флоренция (1557). В обоих произведениях очевидно подражание Микеланджело в изображении фигур.
Двусторонняя картина Даниеле, написанная на сланцевой пластине, изображающая Давида, убивающего Голиафа (Лувр, Париж), также основана на рисунках Микеланджело. Долгое время это произведение приписывали самому Буонарроти.
Из скульптурных работ да Вольтерры наиболее известны бюст Микеланджело, сделанный им с посмертной маски великого художника, статуя Клеопатры у фонтана в Бельведере Ватикана. Из Франции Даниеле да Вольтерра получил заказ на конную статую короля Генриха II, но успел выполнить только модель коня, которую позднее использовали для конной статуи Людовика XIII на Площади Вогезов (Королевской площади) в Париже (реконструкция скульптора Шарля Дюпати, 1829).
Дж. Вильямсон в «Католической энциклопедии» (1912) приводит следующую характеристику творчества Даниеле да Вольтерры:

 «Его работы отличаются красотой колорита, ясностью, прекрасной композицией, энергичной правдой и причудливыми противопоставлениями света и тени. Там, где он близко подходит к Микеланджело, он художник большой важности; там, где он вкушает сладость Содомы, он становится полон манерности и обладает некоторой преувеличенной привлекательностью. Один недавний автор мудро сказал: „Он преувеличивает особенности Микеланджело, ступает на опасные высоты величия и, не обладая спокойной манерой своего учителя, склонен сползать вниз“. Его положение в современной критике весьма отлична от той, что была дана ему поколение назад, и более приближается к правдивому взгляду на его искусство»

## Галерея

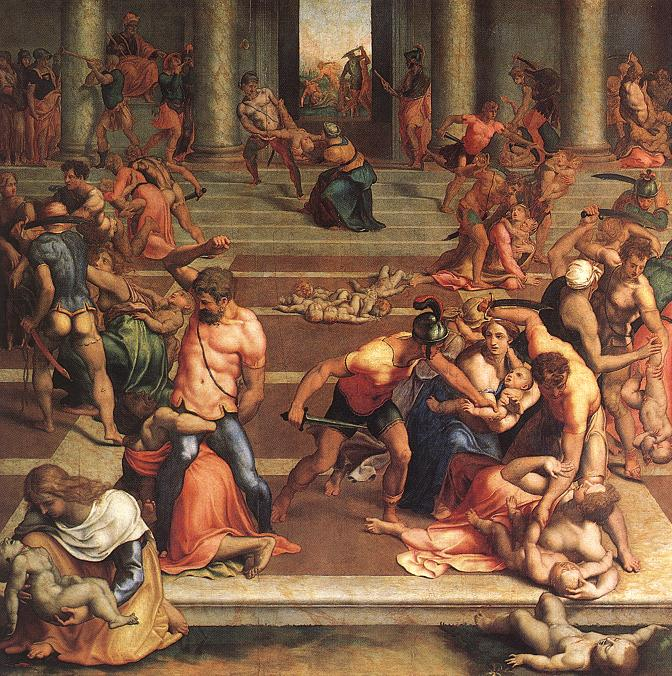
Вифлеемское избиение младенцев. 1557. Холст, масло. Уффици, Флоренция
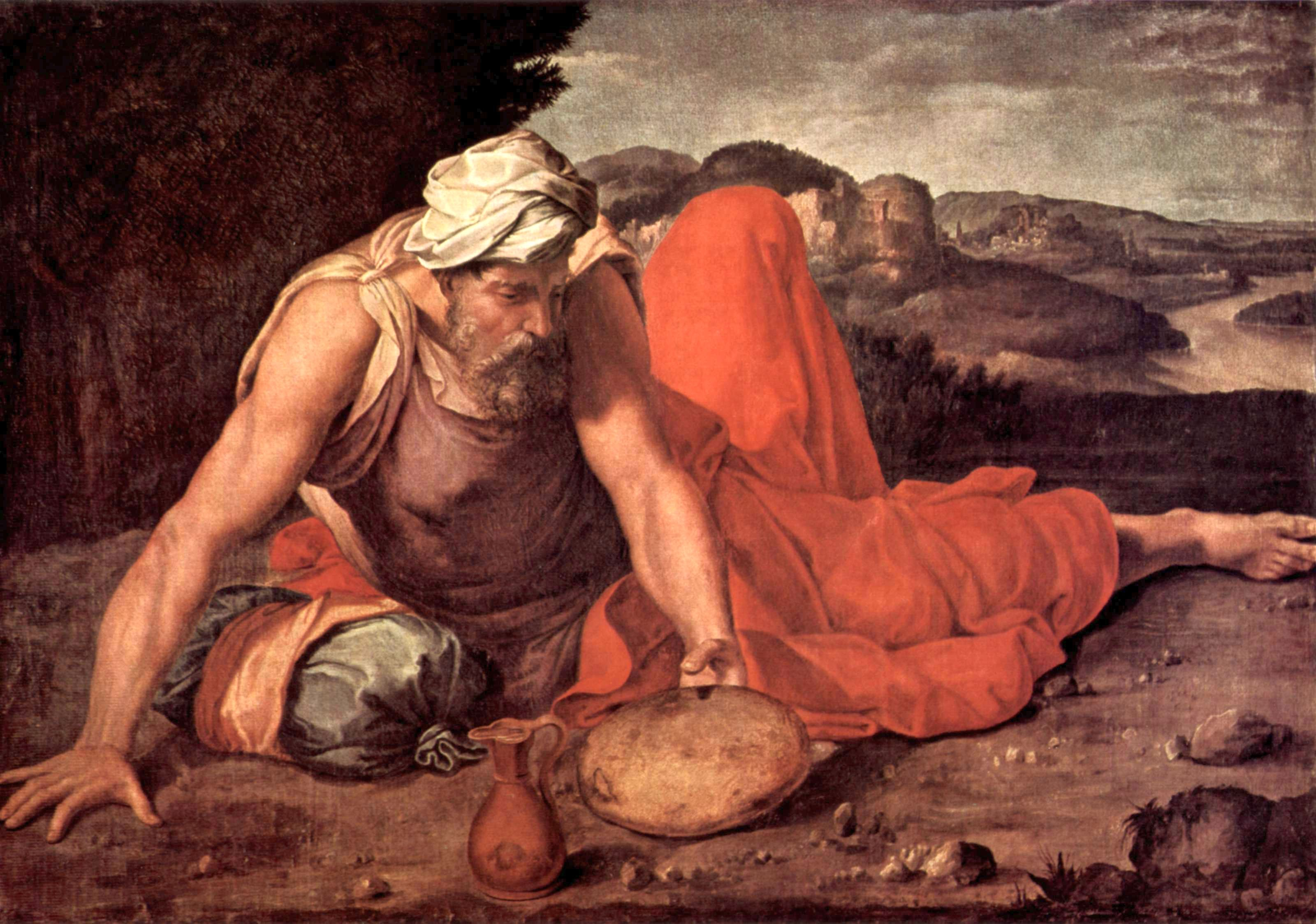
Пророк Илия. Ок 1550—1560. Холст, масло. Частное собрание, Сиена
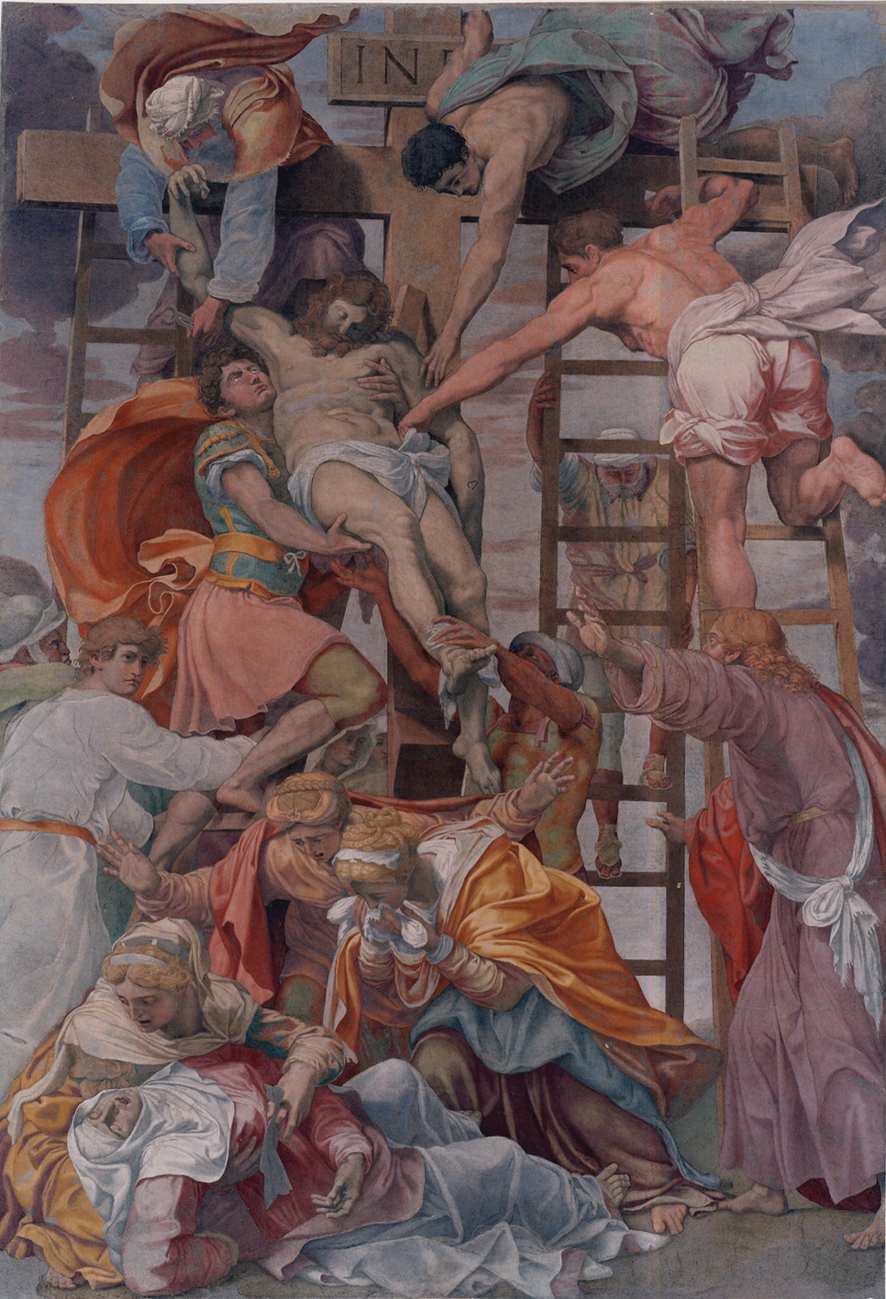
Снятие с креста. 1541. Фреска. Капелла Лукреции делла Ровере, церковь Сантиссима-Тринита-дей-Монти, Рим
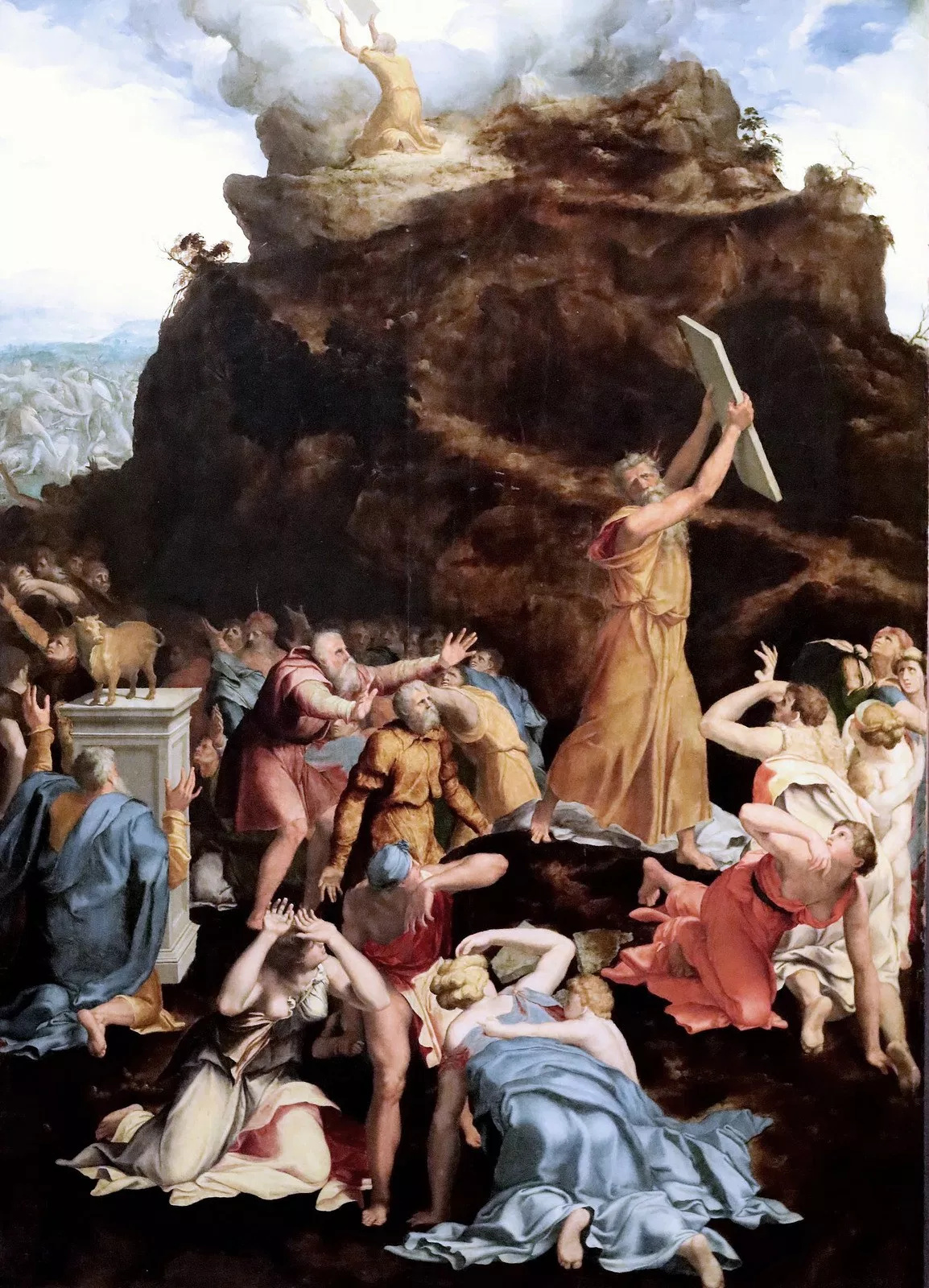
Моисей на горе Синай. Ок. 1550. Фреска. Галерея старых мастеров, Дрезден
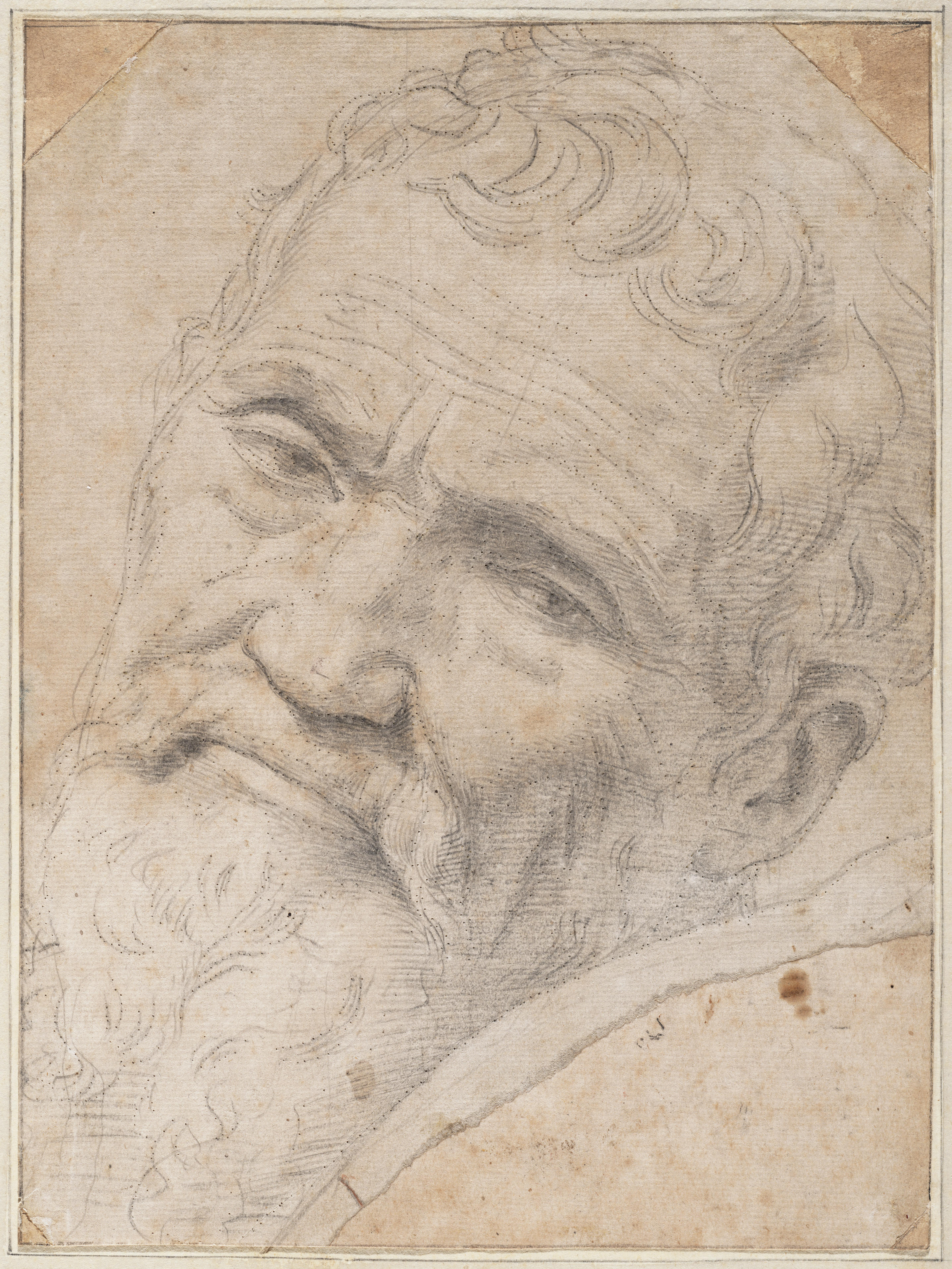
Портрет Микеланджело Буонарроти. Ок. 1550 г. Бумага, серебряный штифт. Музей Тейлора, Харлем, Нидерланды
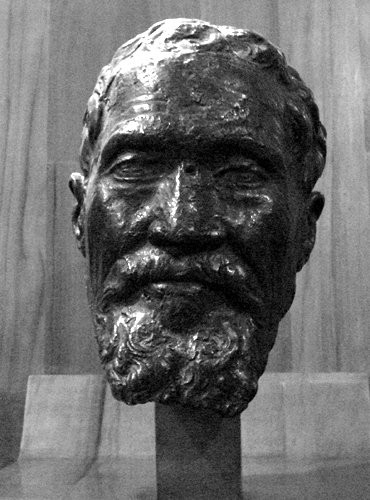
Портрет Микеланджело. Выполнен по посмертной маске художника. 1564. Бронза. Кастелло Сфорцеско, Милан